# Punchy
Punchy je francouzská obec v departementu Somme v regionu Hauts-de-France. V roce 2012 zde žilo 79 obyvatel.

## Sousední obce
Fonches-Fonchette, Hallu, Chaulnes, Puzeaux

## Vývoj počtu obyvatel
Počet obyvatel